# حجرية البذر
حجرية البِذر أو قُلْب أو شِنْجِبَار (الاسم العلمي: Lithospermum)، جنس نباتات من فصيلة الحمحمية. ينتشر في جميع أنحاء العالم تقريبًا، ولكن معظم أنواعه توجد في الأمريكيين ومركز تنوعه في جنوب غرب الولايات المتحدة والمكسيك.